# Василенко Петро Мефодійович
Петро Мефодійович Василенко (17 жовтня 1900, Мигія — 21 квітня 1999, Київ) — радянський і український науковець у галузі машинобудування та сільськогосподарської механіки. Доктор технічних наук, професор кафедри сільськогосподарських машин Національного аграрного університету. Академік Української академії аграрних наук, академік Російської академії сільськогосподарських наук (РАСГН), член-кореспондент Національної академії наук України.

## Життєпис
Петро Мефодійович Василенко народився 17 жовтня 1900 року в селі Мигія Первомайського району Миколаївської області в багатодітній родині незаможних селян. Закінчив сільську чотирирічну школу (1907–1911 рр.), пізніше — дворічне земське училище (1914–1916 рр.), а потім трирічне Ольгінсько-Скаржинське сільськогосподарське училище Одеської області (1916–1919 рр.). Попрацювавши у 1920 році інструктором з сільськогосподарських машин Первомайського укрземвідділу, поступив на агрономічний факультет Луганського сільськогосподарського інституту, який закінчив у 1923 році, отримавши кваліфікацію агронома-рільника.
У 1923–1928 роках викладав хімію, ґрунтознавство, землеробство та сільськогосподарське машинознавство у Межиріцькій середній сільськогосподарській школі Голованівського району Одеської області, та був у ній завідувачем відділу рільництва. У 1929 році закінчив Вищі дворічні педагогічні курси при Київському сільськогосподарському інституті, після чого отримав рекомендацію-направлення на наукову роботу в галузі сільськогосподарського машинознавства. У 1929–1932 рроках — аспірант науково-дослідної кафедри сільськогосподарської механіки при Головнауці Наркомату освіти України.
Після закінчення аспірантури у 1932 році протягом п'яти місяців завідував кафедрою механізації сільського господарства Житомирського сільськогосподарського інституту. Того ж року П. М. Василенко повертається до Києва, де займає посади — доцента Інженерно-економічного інституту (1932–1934 рр.) та доцента Інституту ґрунтознавства при Київському сільськогосподарському інституті (1934–1935 рр.), а за сумісництвом — асистента (1932–1933 рр.), доцента (1933-1935 рр.), завідувача кафедри сільськогосподарських машин (1935–1941 рр., 1944–1962 рр.) Київського інституту механізації та електрифікації сільського господарства, який згодом був об'єднаний з Київським сільськогосподарським інститутом. У 1944–1946 роках завідував відділом Інституту машинознавства і сільськогосподарської механіки АН УРСР.

Могила Петра Василенка, кладовище в Новосілках

У 1937 році Василенку П. М. присуджено науковий ступінь кандидата технічних наук без захисту дисертації на основі опублікованих наукових праць, а в 1947 р. він захистив докторську дисертацію на тему «Теорія руху частинок по шорстких поверхнях сільськогосподарських машин» на спеціалізованій вченій раді Московського інституту механізації і електрифікації сільського господарства. У 1949 році йому присвоєно науковий ступінь доктора технічних наук і вчене звання професора.
З 1957 по 1962 рік П. М. Василенко обіймав посаду академіка-секретара відділення механізації і електрифікації сільського господарства Української академії сільськогосподарських наук. З 1962 року і до самої смерті був професором-консультантом кафедри сільськогосподарських машин Київського сільськогосподарського інституту.
Помер на 99-му році життя 21 квітня 1999 року. Похований разом із родиною на кладовищі села Новосілки (50°21′14.54″ пн. ш. 30°28′1.31″ сх. д. / 50.3540389° пн. ш. 30.4670306° сх. д.).

## Наукова діяльність
Петро Мефодійович Василенко є автором понад 200 наукових праць, у тому числі 8 монографій і 4 брошур, присвячених питанням теорії розрахунку і проектування сільськогосподарських машин. Його наукові праці опубліковані в Болгарії, Словаччині, Румунії, Франції, Китаї, цитуються в США. Зокрема, монографія «Автоматизация процессов сельскохозяйственного производства» є складовою частиною книг міжнародного фонду ООН, за змістом яких оцінювався рівень автоматизації сільського господарства в різних країнах світу. Американські вчені при розробці «Лунохода» користувалися працею П. М. Василенка «Теория качения колеса со следом».
Своїми працями П. М. Василенко зробив значний внесок у розв'язання низки складних і важливих технічних проблем механізації сільського господарства. Це створення перших конструкцій точних сівалок СТСН-12, ССТ-12, СУПН-8, відцентрових тукорозкидачів, ротаційних культиваторів, комплексу бурякозбиральних машин КС-6 і БМ-6, нових ультрамалооб'ємних обприскувачів та ін.
Вчений підготував понад 60 кандидатів наук, з яких 10 згодом стали докторами технічних наук. Серед учнів і послідовників Петра Мефодійовича можна згадати багато вчених України, інших країн Радянського Союзу і світу, зокрема Семена Бублика, академіка Миколу Нагорного тощо.
З 1939 року П. М. Василенко — член-кореспондент АН УРСР, у 1956 році на загальних зборах ВАСГНІЛ його обрали академіком Відділення механізації та електрифікації сільського господарства. 28 грудня 1991 року був обраний дійсним членом (академіком) Української академії аграрних наук зі спеціальності «Механіка машин» відділення механізації і електрифікації.

## Основні праці
- «Методика построения расчетных моделей функционирования механических систем (машин и машинных агрегатов)» (1980)
- «Введение в земледельческую механику» (1996)
- «Автоматизация процессов сельскохозяйственного производства»
- «Теория качения колеса со следом»
- «Культиватори»
- «Теория движения частицы по шероховатым поверхностям сельскохозяйственных машин»
- «Универсальные математические модели функционирования машинних агрегатов и их применения»

## Нагороди
- Орден «Знак Пошани» (1948 р.);
- Почесна грамота Президії Верховної Ради УРСР (1980 р.);
- Подяка голови Київської міської державної адміністрації — «За вагомий особистий внесок у створенні духовних і матеріальних цінностей та досягнення високої майстерності у професійній діяльності» (1997 р.);
- «Золота медаль імені В. П. Горячкіна» (1977 р.);
- знак «Винахідник СРСР»,
- Медаль «В пам'ять 1500-річчя Києва» (1982 р.);
- Медаль «Ветеран праці» (1987 р.);
- Почесна відзнака Президента України (1995 р.).